# Zámutov
Zámutov (ungarisch Opálhegy – bis 1907 Zamutó) ist eine Gemeinde im Okres Vranov nad Topľou des Prešovský kraj im Osten der Slowakei. Die Zahl der Einwohner betrug am 31. Dezember 2010 2996 Personen.

## Geographie
Die Gemeinde liegt in den östlichen Ausläufern der Slanské vrchy am Bach Zámutovský potok und liegt 11 Kilometer westlich der Stadt Vranov nad Topľou. Verkehrsmäßig ist der Ort über eine Kreisstraße vom Nachbarort Čaklov, der an der Hauptstraße 18 liegt, zu erreichen.

## Geschichte
Der Ort wurde im frühen 14. Jahrhundert von einem Schultheiß gegründet und ist zum ersten Mal 1402 als Zamuth schriftlich erwähnt. Er gehörte zum Herrschaftsgut der Burg Čičava. Nach dem Aussterben der Familie Rozgony im Jahr 1523, der die Burg gehörte, kam der Ort zur Familie Báthory und wechselte seit dem 17. Jahrhundert weiter seine Besitzer, wie Barkoczy, Almássy und Szirmay.
Die Bevölkerung beschäftigte sich mit Land-, Forstwirtschaft und Köhlerei. Daneben gab es auch zwei kleine Mühlen sowie eine Schnapsbrennerei und es wurden zeitweise auf dem Gemeindegebiet Braunkohle, Eisenerz und Opale abgebaut. An die Opalförderung erinnert noch der ab 1907 verwendete ungarische Name (Opálhegy heißt wörtlich „Opal-Berg“).
Zámutov wird außerdem mit dem sog. Ostslowakischen Bauernaufstand von 1831 verbunden, da der Ort eines der Zentren der Aufständischen war.
Bis 1918 lag der Ort im Komitat Semplin im Königreich Ungarn und kam danach zur Tschechoslowakei, bzw. heute Slowakei.

## Bevölkerung
| Jahr                | 1994 | 2004     | 2014     | 2024    |
| ------------------- | ---- | -------- | -------- | ------- |
| Anzahl der Personen | 2451 | 2784     | 3116     | 3405    |
| Unterschied         |      | +13,58 % | +11,92 % | +9,27 % |

| Jahr                | 2023 | 2024    |
| ------------------- | ---- | ------- |
| Anzahl der Personen | 3381 | 3405    |
| Unterschied         |      | +0,70 % |

## Sehenswürdigkeiten
- römisch-katholische Kirche der Maria Rosenkranzkönigin (Ružencová Panna Mária) aus dem Jahr 1912
- evangelische Kirche aus dem Jahr 1920
- griechisch-katholische Kirche, die ursprünglich 1974 als ein Gebetshaus entstand und 1990 zur Kirche umgebaut